# 1127 en santé et médecine
| Années de la santé et de la médecine : 1124 - 1125 - 1126 - 1127 - 1128 - 1129 - 1130    |
| Décennies de la santé et de la médecine : 1090 - 1100 - 1110 - 1120 - 1130 - 1140 - 1150 |

Cet article présente les faits marquants de l'année 1127 en santé et médecine.

## Événement
- Première occurrence connue, à Venise, de l'emploi du mot « quarantena » (du latin « quarantenaria ») au sens médical[1].

## Fondations
- À Bruxelles, en Flandre, un hôpital pour les pauvres (hospitalitium pauperum), établi près de la collégiale et placé sous le patronage de la Vierge et des Douze Apôtres, est mentionné dans une charte de Burchard, évêque de Cambrai[2].
- À Falaise, en Normandie, fondation par Godefroy d'un hôpital « placé au milieu des champs, entre Falaise et Guibray, hors l'enceinte de la ville », et qui deviendra l'abbaye Saint-Jean[3].
- Fondation d'un hospice de pèlerins à Bourbon-Lancy en Bourgogne sous le patronage de saint Jean[4].
- Fondation – la première connue et toujours existante de son genre en Allemagne – du fonds hospitalier Saint-Benoît de Lunebourg (Hospitalfonds St. Benedikti in Lüneburg), aujourd'hui géré par la chambre monastique de Hanovre (Klosterkammer Hannover[5]).
- Vers 1127 : Sancho de Larrosa (es), évêque de Pampelune, fait construire au col de Roncevaux un hôpital de pèlerins, au service duquel il fonde une communauté de chanoines réguliers[6].
- 1127-1128 : un couple de pèlerins de Brême « fonde à Jérusalem un hôpital réservé aux soins et au repos de leurs compatriotes », acte qui peut être tenu pour fondateur de l'ordre hospitalier des Teutoniques, que le pape Célestin III ne prendra officiellement sous sa protection qu'en 1192[7].

## Publication
- Stéphane de Pise dénonce la supercherie de son maître Constantin l'Africain qui a signé de son propre nom un traité dont il ne donnait que la traduction latine : le Kitâb al-mâlikhûliya (« Livre de la mélancolie ») d'Ishaq Ibn Imran, ouvrage qui gardera par ailleurs « jusqu'à Pinel, à la fin du XVIIIe siècle, une influence indirecte sur les études de la mélancolie[8] ».